# Ашин Ньяниссара
Ашин Ньяниссара (бирм. ဉာဏိဿရ), Ситагу Сеядо (бирм. သီတဂူဆရာတော်; род. 23 февраля 1937 г.) — известный мьянманский буддийский монах и общественный деятель, исполняющий обязанности председателя высшего мьянманского монашеского надзорного органа Комитета Сангха Маха Наяка, носитель высшего по существующей в государстве Мьянма системе монашеских титулов звания Абхиджаджамахараттхагуру, духовный наставник президентов, фактический патриарх Мьянмы.

## Биография

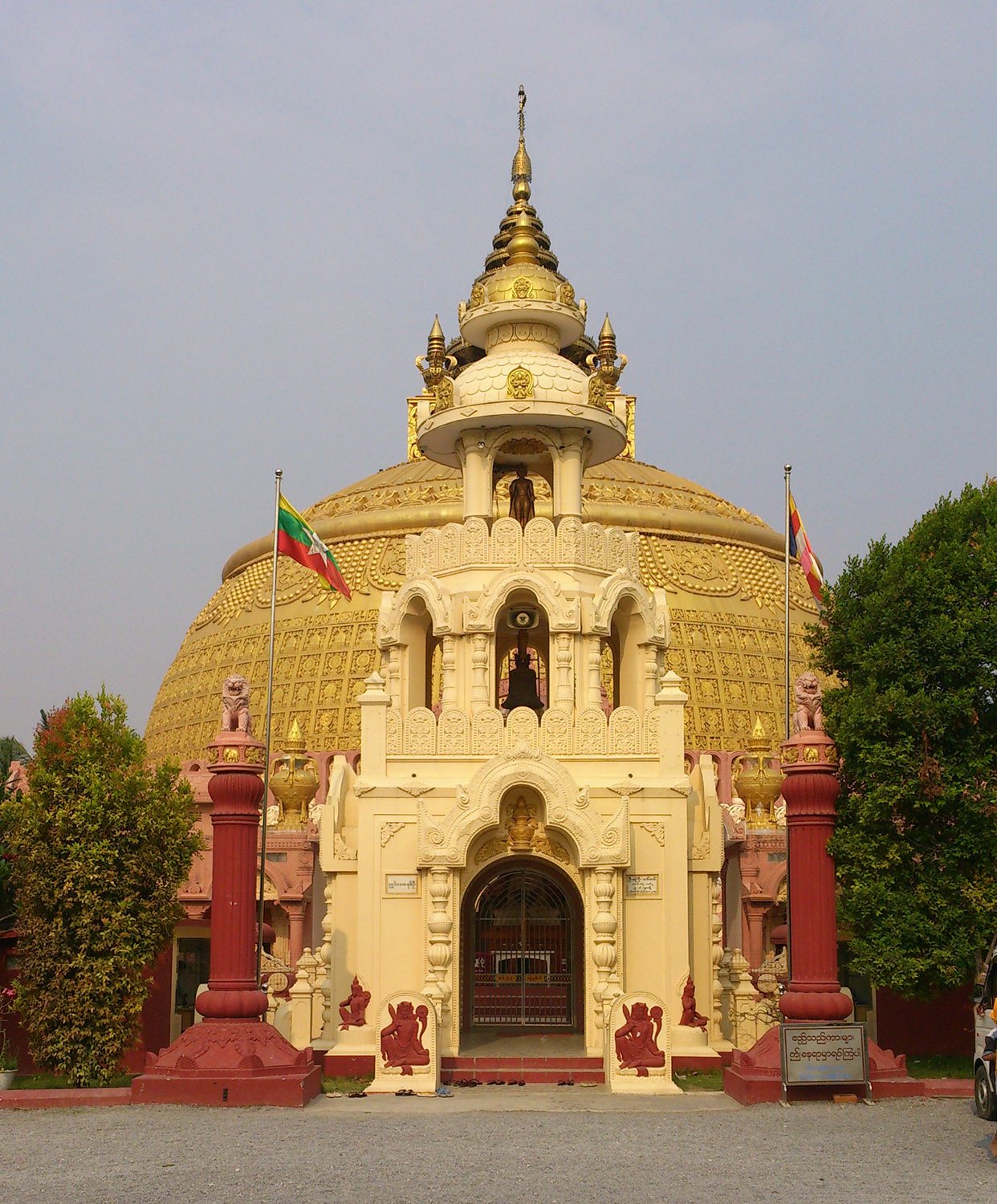
Буддийская Академия Ситагу

Преподобный Ашин Ньяниссара родился 23 февраля 1937 года в городе Тегон, области Пегу. В 15 лет стал послушником в монастыре (саманера), в 20 лет принял полные обеты монаха в монашеском ордене Шведжин. В 1958 году получил степень магистра в области буддизма в университете Хинмаган в Мандалае. Дипломную работу защитил на английском языке в буддийском университете в Янгоне. В 1968-м он переселился в Сагайн. В период 1975—1978 годов Ашин Ньяниссара жил в уединении и практиковал медитацию в лесном монастыре Табаик Аинг Тай Тау-я в штате Мон Нижней Мьянмы. В 1994 году участвовал в начале строительства Международной буддийской академии Ситагу. В 1981 году Ашин Ньяниссара совершил свое первое миссионерское путешествие по шести странам Южной и Юго-Восточной Азии. С тех пор он совершил двенадцать миссионерских поездок в более чем тридцать стран по всему миру, где встречался с буддистами, политиками и религиозными лидерами. В 1996 году основал Ситагу Будда Вихару в американском Остине. Ашин Ньяниссара неоднократно приезжал в Россию, в 2016 году посещал буддистов Калмыкии и Бурятии. В 2017 году по инициативе президента Тхин Чжо возведён в пожизненный статус духовного наставника президентов Мьянмы с титулом Абхидхаджамахараттхагуру («Учитель Страны»).